# Herbéviller
Herbéviller ist eine französische Gemeinde mit 213 Einwohnern (Stand 1. Januar 2022) im Département Meurthe-et-Moselle in der Region Grand Est (vor 2016 Lothringen). Sie gehört zum Arrondissement Lunéville und zum Kanton Baccarat.

## Geografie
Die Gemeinde liegt etwa 45 Kilometer südöstlich von Nancy im Südosten des Départements Meurthe-et-Moselle in einer fruchtbaren Ebene an den Flüssen Blette und Vezouze. Diese bilden streckenweise die Gemeindegrenze. Nachbargemeinden sind Saint-Martin im Norden, Domèvre-sur-Vezouze im Nordosten und Osten, Mignéville im Südosten, Pettonville im Süden, Réclonville im Südwesten, Ogéviller im Westen sowie Fréménil im Nordwesten. Die Gemeinde besteht aus dem Ort Herbéviller sowie wenigen Gehöften.

## Geschichte
Die heutige Gemeinde wurde 1314 unter dem Namen Heirbeviller erstmals in einem Dokument erwähnt. Im Mittelalter war sie im Besitz von zwei Herrschaften, welche jeweils ein Schloss erbauen. Das Château de Lanoy besteht heute noch. Herbéviller unterstand der Vogtei Vic und gehörte historisch zur Provinz Trois-Évêchés (Drei Bistümer), die faktisch 1552 an Frankreich fiel. Im Dreißigjährigen Krieg wurde die Gemeinde verwüstet. Bis zur Französischen Revolution lag die Gemeinde im Grand-gouvernement de Lorraine-et-Barrois. In den beiden Weltkriegen kam es zu Zerstörungen. Im Ersten Weltkrieg war Herbéviller mal in deutscher, mal in französischer Hand. Letztlich zwischen den Fronten, was zwischen August und November 1914 zur vollständigen Zerstörung führte. Die Einwohner wurden evakuiert. Die jüdischen Bewohner des Orts kehrten nach der Evakuation nicht mehr ins Dorf zurück. Ihre Synagoge war auch zerstört worden. Von 1793 bis 1801 war die Gemeinde dem Distrikt Blâmont zugeteilt. Von 1793 bis 1801 war sie Teil des Kantons Ogéviller. Von 1801 bis 2015 war die Gemeinde in den Kanton Blâmont eingegliedert. Seit 1801 ist sie dem Arrondissement Lunéville zugeordnet. Die Gemeinde lag bis 1871 im alten Département Meurthe. Die gotische Schlosskapelle des Château de Lanoy in Herbéviller wurde 1923 verkauft und in die Vereinigten Staaten transloziert, wo sie 1927 als Gothic Chapel im Detroit Institute of Arts wieder aufgebaut wurde und heute Teil des Museums ist.

## Bevölkerungsentwicklung
| Jahr                       | 1962 | 1968 | 1975 | 1982 | 1990 | 1999 | 2007 | 2019 |
| Einwohner                  | 234  | 195  | 169  | 184  | 220  | 207  | 219  | 240  |
| Quellen: Cassini und INSEE |      |      |      |      |      |      |      |      |

## Verkehr
Herbéviller liegt an keiner Bahnstrecke. Die nächstgelegenen Haltestellen sind mehrere Kilometer entfernt in Azerailles an der Bahnstrecke von Lunéville nach Saint-Dié-des-Vosges und in Emberménil an der Bahnstrecke von Paris nach Straßburg. Nördlich der Gemeinde führt die N4 vorbei. Der nächstgelegene Anschluss ist in Bénaménil. Für den regionalen Verkehr ist die D400 wichtig, die durch das Dorf führt.

## Sehenswürdigkeiten
- Schloss Château de Lanoy, nach dem Ersten Weltkrieg wiederaufgebaut
- Dorfkirche Saint-Germain; im Ersten Weltkrieg zerstört und 1922 wiederaufgebaut
- Denkmal für die Gefallenen[2]

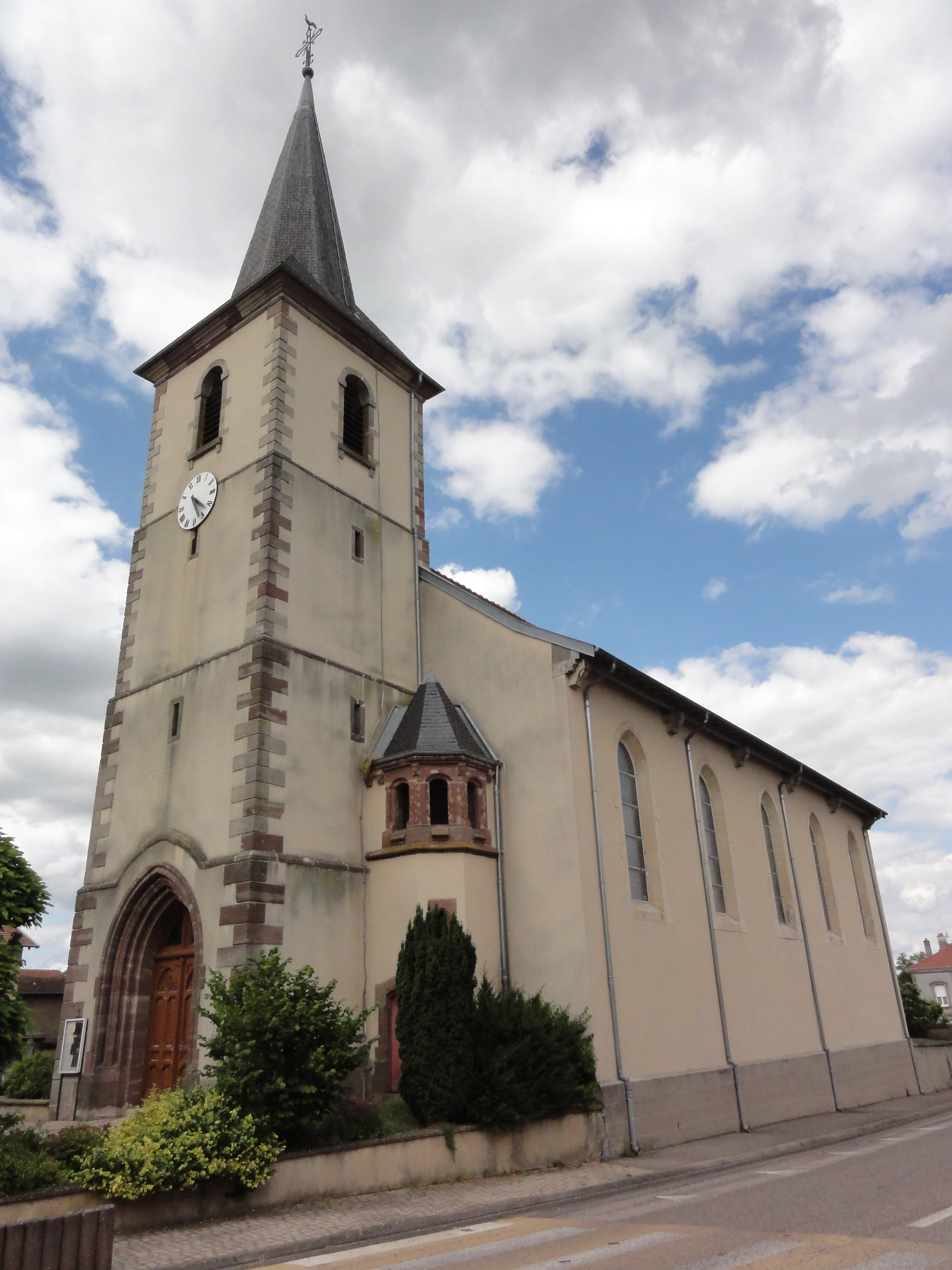
Dorfkirche Saint-Germain
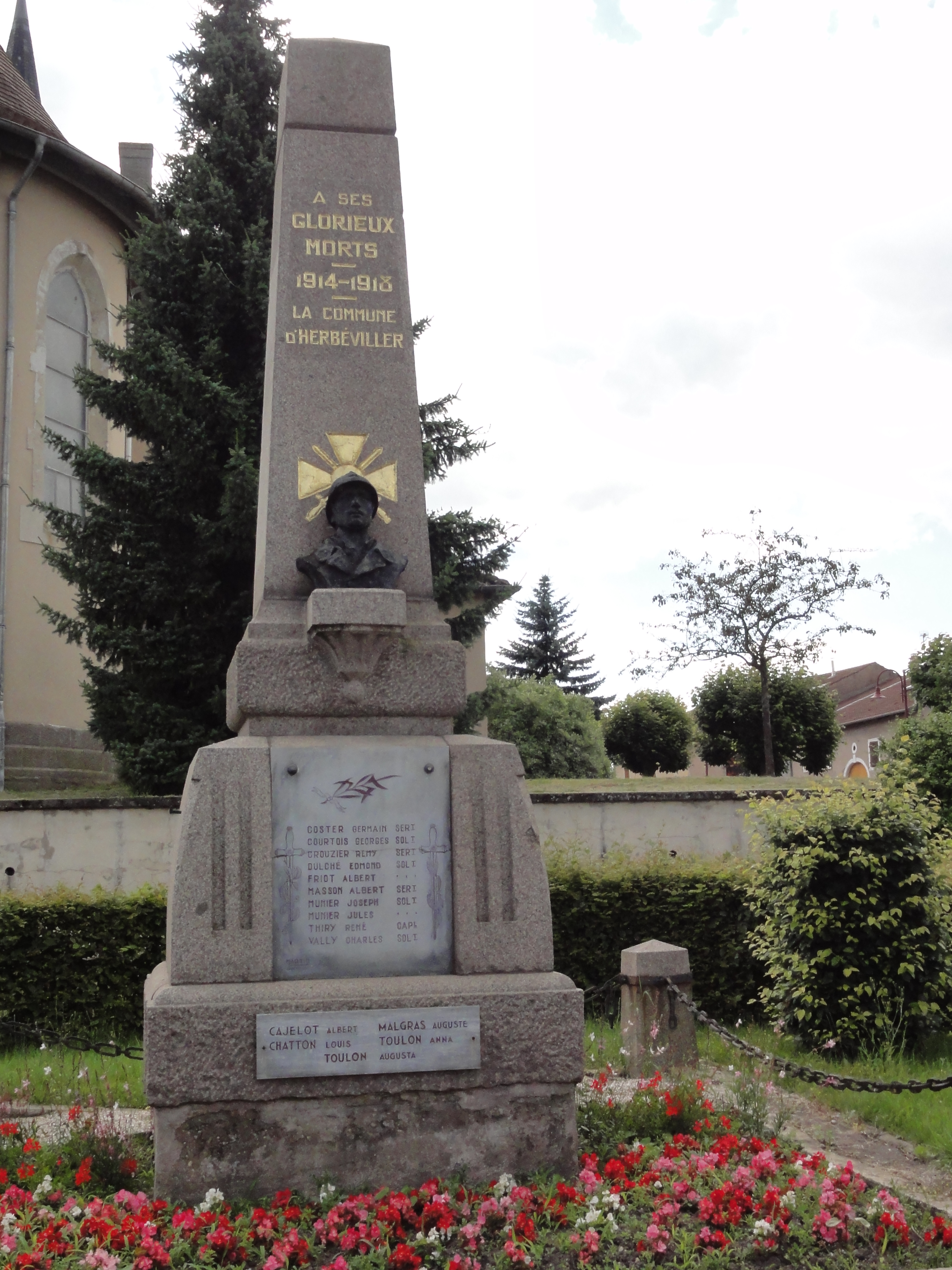
Denkmal für die Gefallenen
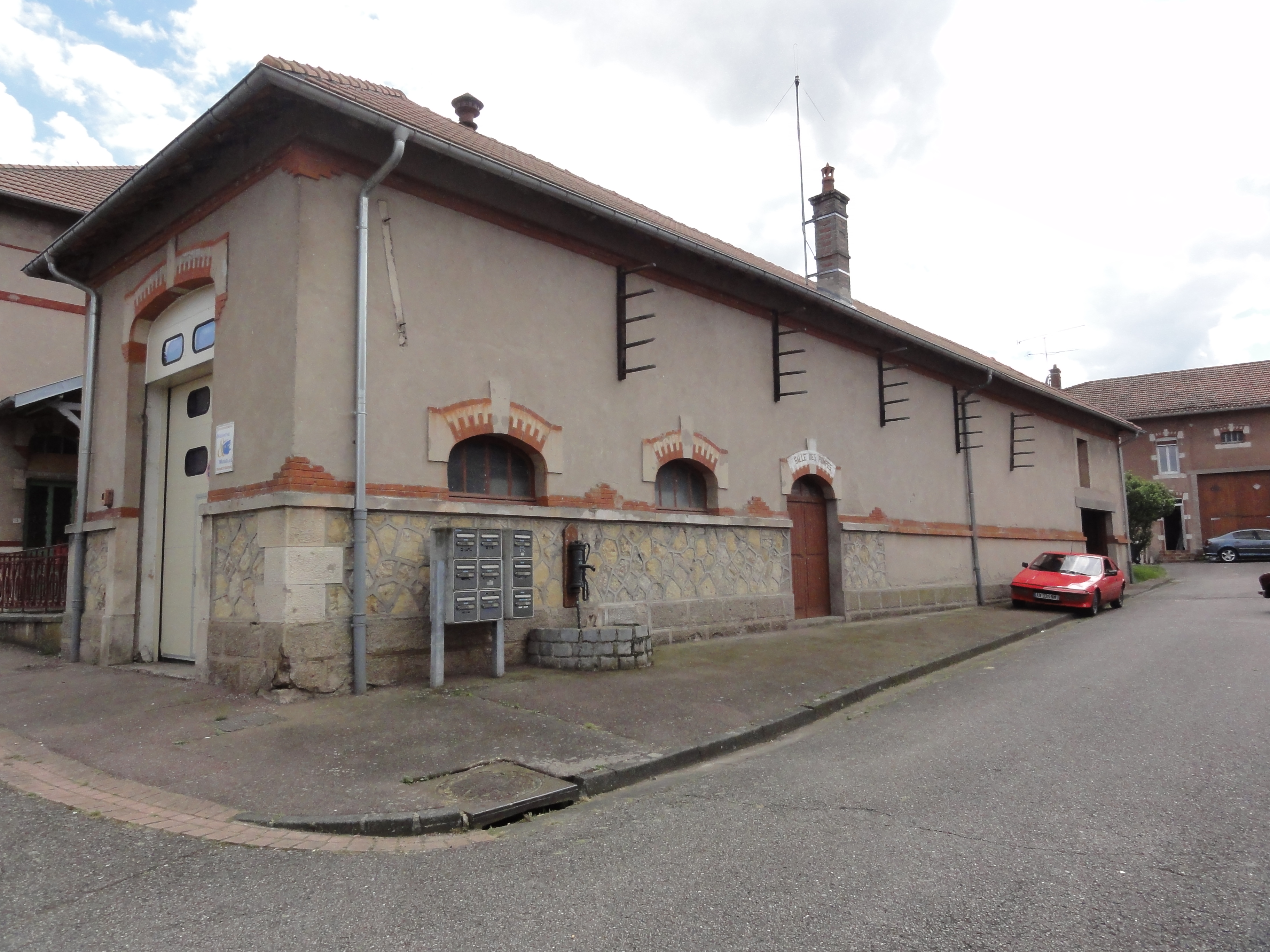
Feuerwehrhaus
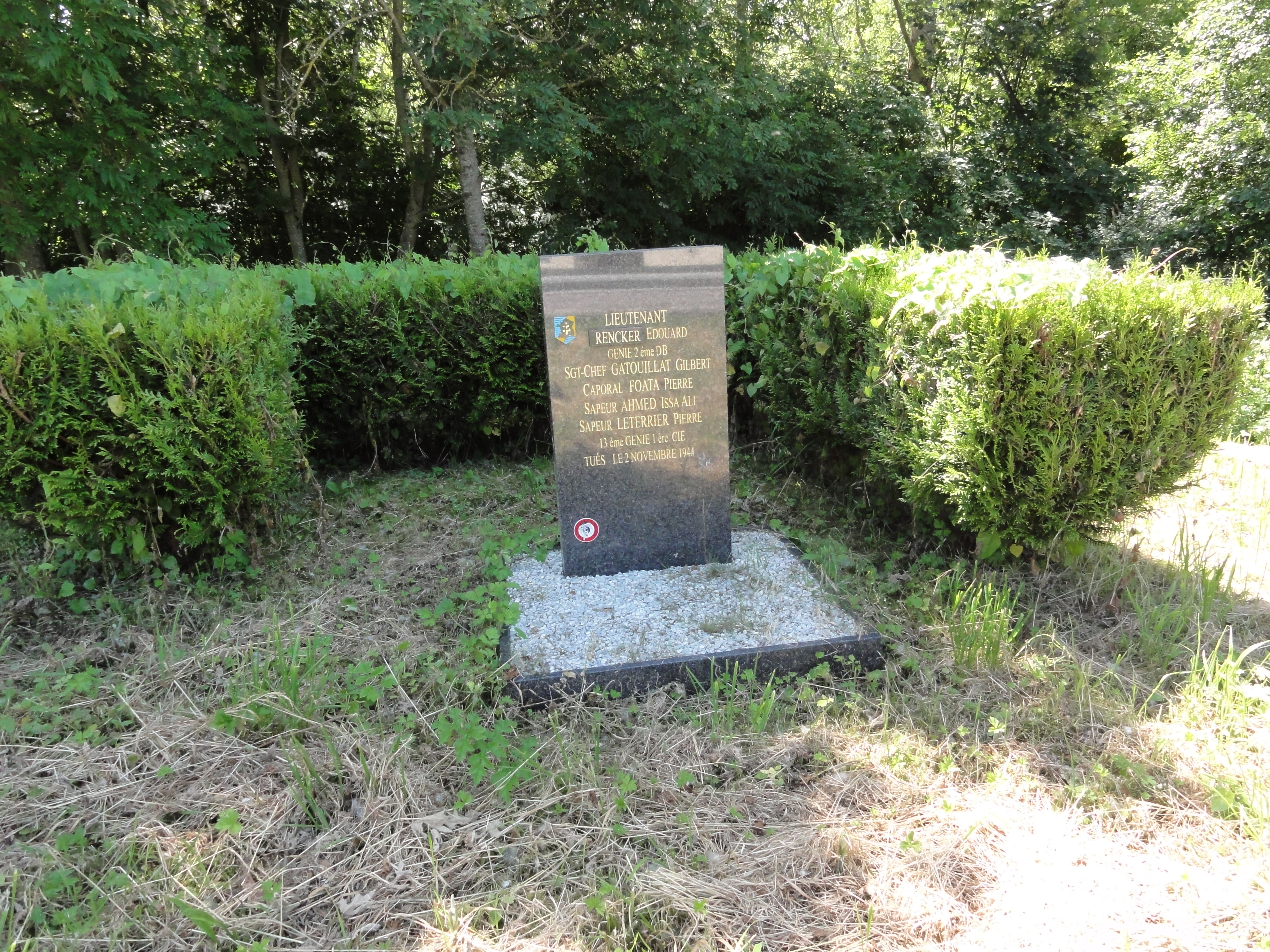
Erinnerungsstätte auf dem Dorffriedhof